# Irène Némirovsky
Irène Némirovsky (Kíiv, Imperi Rus, 11 de febrer de 1903 - Auschwitz, Tercer Reich, 17 d'agost de 1942) va ser una escriptora ucraïnesa en llengua francesa.

## Biografia
Irène Némirovsky (en ucraïnès: Ірина Леонідівна Немировська, transcrit: Irina Leonídivna Nemírovska) era filla d'un ric banquer jueu ucraïnès, Léon Némirovsky (en ucraïnès: Леонід Немировський, Leonid Nemírovski). Va ser educada per una institutriu francesa, que va fer que per a Irène el francès fos gairebé com una llengua materna. Al llarg de la seva vida, arribarà a parlar també el rus, el polonès, l'anglès, el basc, el finès i el jiddisch. El desembre de 1918, ella i la seva família fugen cap a Finlàndia, a causa de la Revolució russa. El juliol de 1919 la família arriba a França, després d'una petita estada a Estocolm. Un cop a França Irène reprèn els estudis i obté, el 1926, la llicenciatura universitària de lletres a la Universitat de la Sorbona.
També el 1926, es casa amb Michel Epstein, un enginyer esdevingut banquer. D'aquest matrimoni en naixeran dues filles: Denise, nascuda el 1929, i Élisabeth, el 1937. La família Epstein s'instal·la a París. En aquests moments publica la seva primera novel·la, Le malentendu ('El malentès').
Irène Némirovsky esdevé cèlebre a partir de 1929, arran de la publicació de la seva segona novel·la, David Golder. El seu editor, Bernard Grasset, la projecta dins els millors ambients literaris, ja fossin de l'esquerra o de l'extrema dreta. David Golder va ser adaptada el 1930 al teatre i al cinema pel director francès Julien Duvivier.
El 1930, Le Bal explica el pas difícil que ha de fer una adolescent per a arribar a l'edat adulta. Le Bal també va ser adaptada al cinema. D'èxit en èxit, Némirovsky esdevé una escriptora cèlebre.
Tot i els seus èxits i talent reconeguts mundialment, el govern francès li denega, el 1938, la nacionalitat francesa.
En el context de psicosi de guerra de l'any 1939, i després d'una dècada marcada per la propaganda antisemita, decideix convertir-se, juntament amb les seves dues filles, al catolicisme.
Víctima de les lleis antisemites promulgades l'octubre de 1940 pel govern de Vichy, el seu marit no pot seguir treballant a la banca i Irène té prohibida la publicació de les seves obres. Es refugien a Issy-l'Évêque, dins el Morvan, a la Saône-et-Loire, on ja havien deixat, des del setembre de 1939, les seves filles. Són aquestes mateixes lleis les que l'obliguen a portar "l'estrella groga". No obstant això, la seva ànima d'escriptora no es rendeix, i continua escrivint multitud de manuscrits, la majoria dels quals seran publicats pòstumament. El 13 de juliol de 1942 és arrestada per la "gendarmerie" francesa i internada al camp d'extermini de Pithiviers, per tot seguit ser deportada a Auschwitz, on morirà de tifus el 17 d'agost de 1942. El seu marit intentà desesperadament obtenir notícies de la seva localització i el seu estat, però l'octubre de 1942 serà també arrestat i deportat a Auschwitz, on dies després serà assassinat a les cambres de gas d'aquest camp.

## La redescoberta d'una escriptora
Després de l'arrest dels seus pares, Élisabeth i Denise Epstein s'amaguen fins al final de la guerra, amb l'ajuda de parents i amics de la família, portant amb elles els manuscrits inèdits de la seva mare, entre els quals es troba una de les seves millors obres, Suite francesa, novel·la, però, que Irène deixà inacabada.

## Obra

### Obres publicades en vida
- Le Malentendu 1926
- L'Enfant génial 1927
- David Golder, 1929, La Magrana, col. Les Ales Esteses, 203, 2006. Traducció de Lourdes Bigorra.
- El Ball, 1930, Petits Plaers, Viena Edicions, 2019. Traducció al català a càrrec de Xavier Pàmies.
- Les Mouches d'automne, 1931
- L'Affaire Courilof, 1933
- Le pion sur l'échiquer, 1934
- Films parlés, 1934
- Le Vin de solitude,, 1935
- Jézabel, 1936
- La Proie, 1938
- Deux, 1939
- Les Chiens et les Loups, 1940

### Obres publicades pòstumament
- La Vie de Tchekhov, 1946
- Les Biens de ce monde, 1947
- Les feux de l'automne, 1957
- Dimanche (nouvelles), 2000
- Dimanche et autres nouvelles 2000
- Destinées et autres nouvelles 2004
- Suite francesa, 2004
- Le maître des âmes, 2005.
- Sang calenta, 2007

### Dins deCandide
- La femme de Don Juan 1938
- Monsieur Rose 1940

### Dins deLa Revue des deux Mondes
- Jour d'été 1935
- La confidence 1938
- Les liens du Sany 1936
- Aïno 1940

### Dins deGringoire
- Nativité 1933
- Les rivages heureux 1934
- Le commencement et la fin 1935
- Fraternité 1937
- Epilogue 1937
- Espoirs 1938
- La nuit en wagons 1939
- Le spectateur 1939
- Le sortilège 1940
- L'échelle du levant 1940
- Le départ pour la fête 1940
- Destinée 1940 (publicat sota el pseudònim Pierre Neyret)
- La confidente 1941 (idem)
- L'honnête homme 1941 (idem)
- Le revenant 1941 (idem)
- L'inconnu 1941 (publicat sota el pseudònim jeune femme anonyme)
- L'ogresse 1941 (publicat sota el pseudònim Charles Blancat)
- L'incendie 27 de febrer 1942 (publicat sota el pseudònim P. Nérey)

## Traduccions al català
- El ball. Traducció Xavier Pàmies. Viena Edicions. 2019. ISBN 978-84-120244-9-4
- David Golder, Traducció de Lourdes Bigorra. La Magrana, col. Les Ales Esteses, 203, 2006. ISBN 84-7871-807-9.
- Les mosques de tardor. Traducció de Lourdes Bigorra Cervelló. La Magrana. 2011. ISBN 9788482642246
- Suite francesa. Traducció d'Anna Casassas. La Magrana. 2012. ISBN 9788482645322
- La vida de Txèkhov. Traducció Margarida Casacuberta. L'Avenç, 2016.
- Sang calenta. Traducció d'Anna Casassas. Viena Edicions. 2021. ISBN 9788418908040